# Boulder Bridge and Ross Drive Bridge
Les Boulder Bridge and Ross Drive Bridge sont des ponts en arc à Washington, la capitale des États-Unis. Situés au sein du Rock Creek Park, ces ponts routiers ont été construits dans les années 1900. Ils sont inscrits ensemble au Registre national des lieux historiques depuis le 20 mars 1980.